# Destroy All Humans! (jeu vidéo, 2020)
Pour le jeu de 2005, voir Destroy All Humans!.
Destroy All Humans! est un jeu vidéo d'action-aventure en monde ouvert développé par le studio Black Forest Games et publié par THQ Nordic. Le jeu sort sur Microsoft Windows, PlayStation 4, Xbox One et Stadia le 28 juillet 2020. 
C'est un remake de Destroy All Humans! sorti en 2005, et onstitue le redémarrage et cinquième épisode de la franchise Destroy All Humans!, et le premier depuis Path of the Furon (2008).

## Système de jeu
Destroy All Humans! se joue du point de vue de la troisième personne. Le joueur contrôle Cryptosporidium 137 ("Crypto" pour faire court), un extraterrestre qui arrive sur Terre en 1959 en Amérique pour récolter l'ADN humain. Crypto est équipé d'un vaste arsenal d'armes extraterrestres telles que la sonde Zap-O-Matic et Anal, pour vaincre les ennemis. Il a également des compétences surhumaines telles que des pouvoirs psychocinétiques et la capacité de se déguiser en humains. Crypto peut utiliser un jetpack pour naviguer rapidement dans l'environnement. Il peut également commander la soucoupe volante, qui est équipée d'un rayon de mort pour détruire ses adversaires. Crypto est protégée par un bouclier, qui informe les joueurs de la direction des attaques hostiles. Le jeu propose six localisation "sandbox" qui peuvent être explorés librement. Chaque emplacement offre des défis uniques aux joueurs.

## Développement
Une équipe de 60 personnes du studio Black Forest Games a servi de développeur du jeu. Le dialogue et l'humour du jeu d'origine sont restés intacts, bien que l'équipe les ait améliorés en mettant à jour les modèles de personnages et les cinématiques et en introduisant  la capture de mouvement. Au lieu de réenregistrer les lignes, l'équipe a utilisé l'audio du jeu original et amélioré sa qualité. Le jeu comprend également une mission nommée "Mission perdue de la zone 42" qui a été supprimée lors du développement du jeu original. Black Forest Games a envisagé de développer le remake comme une "continuation" de leur travail après avoir terminé le développement de Fade to Silence alors qu'ils en apprenaient davantage sur l'utilisation de la technologie et la conception de grandes zones ouvertes. 
THQ Nordic a acquis les droits de propriété intellectuelle de THQ en 2013. En 2017, la firme a réaffirmé que la société avait réalisé la demande pour un nouveau jeu dans la série et a ajouté qu'elle explorait les options pour revitaliser la franchise. Le jeu a été officiellement annoncé le 7 juin 2019. Une démo de gameplay étendue a été lancée à l'E3 2019. Il sort sur Microsoft Windows, PlayStation 4 et Xbox One. En août 2019, Google a annoncé que le jeu serait également disponible pour Stadia. Le jeu sort le 28 juillet 2020. 